# Oscar Román Acosta
Oscar Román Acosta (Rosario, 18 de octubre de 1964) es un exfutbolista argentino, que ganó dos campeonatos de Primera División con Ferro Carril Oeste, club de cuyas divisiones inferiores surgió.

## Trayectoria
Acosta se sumó a Ferro Carril Oeste a la edad de 16 años. En 1982 fue parte de la escuadra que ganó para el club el primer título en primera, cuando se consagró campeón del Torneo Nacional. También fue parte del equipo que ganó el Nacional 1984. Jugó para el club hasta 1989, contabilizando 238 partidos y 39 goles entre partidos de liga, Copa Libertadores y la Segunda División, que llegó a jugar entre 2000 y 2001 en su breve regreso para ayudar al club.
En 1988 fue transferido al Servette (Suiza). Posteriormente, jugaría en Vélez Sársfield, River Plate, San Martín de Tucumán, Banfield, Gimnasia y Esgrima de Jujuy y Argentinos Juniors en la máxima categoría del fútbol argentino.
En el extranjero, también jugó en el Ana de Yokohama de Japón, la Universidad de Chile y Coquimbo Unido en Chile y el Barcelona Sporting Club de Ecuador.
Actualmente vive en Suiza.

## Selección nacional
Disputó la Copa Mundial de Fútbol Juvenil de 1983 con la selección de fútbol sub-20 de Argentina.
Asimismo integró el combinado argentino que ganó la medalla de oro en los Juegos Suramericanos de 1986, fue subcampeón del Torneo Preolímpico Sudamericano de 1988 y que obtuvo la medalla de bronce en el torneo de fútbol de los Juegos Panamericanos de 1987.
Con la selección absoluta fue convocado para jugar la Copa América 1987, pero solo participó en un partido.

### Participaciones en Copa América
| Copa              | Sede      | Resultado     |
| ----------------- | --------- | ------------- |
| Copa América 1987 | Argentina | Cuarto puesto |

## Estadísticas

### Clubes
| Club                        | País      | Año       |
| --------------------------- | --------- | --------- |
| Ferro Carril Oeste          | Argentina | 1982-1989 |
| Servette                    | Suiza     | 1989-1990 |
| Vélez Sarsfield             | Argentina | 1990-1991 |
| ANA Yokohama                | Japón     | 1991      |
| River Plate                 | Argentina | 1992      |
| San Martín                  | Argentina | 1992-1993 |
| Banfield                    | Argentina | 1993-1994 |
| Gimnasia y Esgrima La Plata | Argentina | 1994      |
| Universidad de Chile        | Chile     | 1995      |
| Argentinos Juniors          | Argentina | 1995-1996 |
| Coquimbo Unido              | Chile     | 1996      |
| Barcelona S. C.             | Ecuador   | 1997      |
| Banfield                    | Argentina | 1998-1999 |
| Ferro Carril Oeste          | Argentina | 2000-2001 |

### Selecciones
| Selección | Año  |
| --------- | ---- |
| Argentina | 1987 |

## Palmarés

### Campeonatos nacionales
| Título             | Club               | País      | Año    |
| ------------------ | ------------------ | --------- | ------ |
| Primera División   | Ferro Carril Oeste | Argentina | N-1982 |
| Primera División   | Ferro Carril Oeste | Argentina | N-1984 |
| Serie A de Ecuador | Barcelona S. C.    | Ecuador   | 1997   |